# Michael Evenari

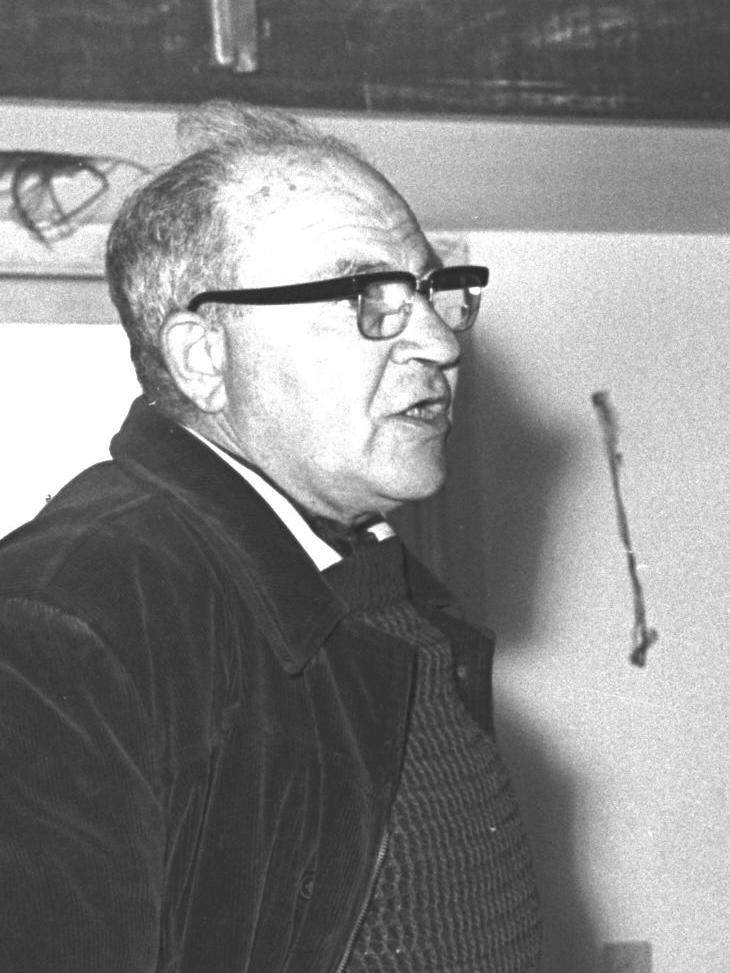
Michael Evenari

Michael Evenari (hebräisch מיכאל אבן-ארי, übersetzt: Stein des Löwen; * 9. Oktober 1904 in Metz, Deutsches Reich als Walter Schwarz; † 15. April 1989 in Jerusalem) war ein israelischer Botaniker deutscher Abstammung. Er trug entscheidend zum Verständnis der Wüstenökologie bei und leistete mit seiner Arbeit zur Rekonstruktion und dem Wiederaufbau der Sturzwasserfarmen in der Weste Negev einen wesentlichen Beitrag für die moderne israelische Wüstenlandwirtschaft. Sein offizielles botanisches Autorenkürzel lautet „Evenari“.

## Kindheit und Ausbildung
Schwarz wurde 1904 als jüngstes von vier Geschwistern geboren. Seine Eltern waren der wohlhabende Kaufhausbesitzer Hermann Schwarz (* 14. Juli 1861 in Obergartzem; † 10. Januar 1936 in Frankfurt am Main) und dessen Ehefrau Karoline, geborene Löwenstein (* 16. Dezember 1869 in Feudingen; † 25. Juni 1955 in Jerusalem). Er besuchte zunächst ein humanistisches Gymnasium in Metz, musste das aber 1917 verlassen, weil ihm in Folge eines Schülerstreichs ein Schulverweis drohte.
Schwarz übersiedelte nach Berlin, wo seine seit dem gleichen Jahr mit dem Schriftsteller Gerson Stern verheiratete Schwester Erna (* 22. Juli 1894 in Metz; † 23. August 1967 in Brixen) lebte. Schwarz bezeichnete diesen Ortswechsel als sein „großes Glück, denn meine Berliner Zeit wurde zum kritischen Wendepunkt meines ganzen zukünftigen Lebens“. Grund hierfür waren Geschenke von Gerson Stern: Das Buch Die Welt der Pflanze von R.H. Francé, ein Kindermikroskop und das Buch Die Lebensgeheimnisse der Pflanze von Adolf Wagner. Vor allem Wagners Buch animierte den jungen Walter zu ersten Experimenten, die wiederum dazu führten, sich früh auf ein Lebensziel festzulegen: „Botaniker zu werden. Ich fühlte mich dazu im wahrsten Sinn des Wortes ›berufen‹ und nannte mich selber heimlich ›discipulus scientiae amabilis‹. Rückblickend weiß ich, daß sich zu dieser Zeit auch schon meine Einstellung zur belebten Natur formte.“
Schwarz besuchte in Berlin die Schule bis zur Versetzung in die Untersekunda. An Ostern 1919 zog er dann mit Erna und Gerson Stern nach Feudingen zu Verwandten im Geburtshaus seiner Mutter. Wenig später erfolgte der Umzug nach Buchenau in der Nähe von Marburg, wo er sich eigenen Angaben zufolge sehr wohl gefühlt hatte und seine botanischen Neigungen in der dörflichen Umgebung verfolgen konnte. Unterrichtet wurde er privat, doch musste er dazu jeden Tag nach Marburg fahren. Als das auf Dauer zu mühsam wurde, wurde er in Marburg als Pensionsgast einquartiert. Der dortige botanische Garten entwickelte sich zu einem großen Anziehungspunkt für ihn, den er häufig besuchte.
Die Eltern von Walter Schwarz hatten 1918 nach der Besetzung von Metz durch die Franzosen dafür optiert Deutsche zu sein, weshalb ihr Vermögen beschlagnahmt wurde und sie das Land verlassen mussten. Sie zogen nach Frankfurt am Main und holten ihren Sohn zu sich. Dort ging er wieder zur Schule und machte 1923 sein Abitur am Kaiser-Friedrichs-Gymnasium. Im gleichen Jahr begann er das Studium der Botanik an der Universität Frankfurt. Schwarz kam wieder in Kontakt zur Jüdischen Jugendbewegung auf und wurde, wie früher schon in Berlin, Mitglied im Verband Blau-Weiß. Sein Gruppenleiter war Erich Fromm; Schwarz wurde nicht nur mit dem Versuch konfrontiert, Judentum, Zionismus und Kommunismus miteinander zu vereinen, sondern fand auch Zugang zur hebräischen Sprache. In der Oberprima absolvierte er zudem einen Abendkurs als Schlosser, da er „es für wichtig hielt, daß ein geistig arbeitender Mensch auch ein Handwerk lernen müsse.“
Nach knapp dreijährigem Studium an der Universität Frankfurt am Main wurde Walter Schwarz 1926 bei Martin Möbius in Frankfurt promoviert; in der 1927 veröffentlichten Dissertation untersuchte er die Blattentwicklung im Verhältnis zur Pfropfbildung. Trotz eines kurzen Studiums erwarb er eine breite Bildung, die seiner späteren Arbeit eine über die Fachgrenzen hinausreichende Richtschnur bot.

„Ich hatte das Glück, in Frankfurt in den Jahren zu studieren, in der die Zahl der Botanikstudenten so klein war, daß unsere Lehrer sich uns ganz widmen konnten, und wir ab dem zweiten Semester mit ihnen persönliche Beziehungen hatten. Sie lehrten uns nicht nur Wissenschaft. Möbius hielt mich dazu an, neben den Fachvorlesungen auch Vorlesungszyklen über Philosophie und Sozialwissenschaften (bei Franz Oppenheimer…) zu belegen. Er betonte in seinen Gesprächen mit mir immer wieder, wie wichtig es sei, sich an der Universität eine ›Allgemeinbildung‹ zu erarbeiten. Die Universität Frankfurt vermittelte mir so nicht nur Fachwissen, sie gab mir eine Erziehung. Möbius durch seinen weiten humanistischen Horizont und seinen Rat war mir ein Erzieher.“

1926 heiratete er die elf Jahre ältere Alice Ollendorff (1892–), eine Nichte von Alfred Kerr, mit der er bereits als siebzehnjähriger ein Verhältnis begonnen hatte. Nach Evenaris eigener Aussage war diese „Ehe, die kinderlos blieb, […] nicht sehr glücklich“.
Nach seiner Promotion arbeitete Schwarz auf Assistentenstellen in Frankfurt (1927) und an der Deutschen Universität in Prag (1928–1930). 1930 kam er an das Botanische Institut der Technischen Hochschule Darmstadt. Seine Habilitationsschrift mit dem Titel „Die Strukturänderungen sproßloser Blattstecklinge und ihre Ursachen“ wurde 1933 veröffentlicht, das Habilitationsverfahren kam allerdings – nachdem er im Februar 1933 noch seine Probevorlesung gehalten hatte – nicht mehr zum Abschluss.
Während seiner Prager Jahre war Schwarz in Kontakt zu dem Botaniker Heinz Oppenheimer gekommen. Dieser, der Sohn von Franz Oppenheimer, arbeitete wie Schwarz bei Ernst Pringsheim junior und befreundete sich mit ihm. Oppenheimer schlug ihm vor, nach Palästina zu kommen, wohin er selber auszuwandern gedachte. Schwarz war diesem Gedanken nicht abgeneigt, entschied sich jedoch zunächst für Darmstadt. Der Gedanke, nach Palästina zu gehen, blieb weiterhin lebendig und zeigte Folgen: „Im Oktober 1932 schloß ich einen Vertrag mit der Familie Aaronsohn, laut dem ich im Oktober 1933 die Arbeit bei ihnen in Sichron Ja'akov aufnehmen würde.“ Bei der aufzunehmenden Arbeit, von der auch sein damaliger Chef, der Botaniker Bruno Huber, wusste, handelte es sich um das früher schon mit Oppenheimer diskutierte Projekt, „die cisjordanischen Tagebücher von Aaron Aaronsohn zu bearbeiten“.
Sein Forschungsaufenthalt in Darmstadt nahm unter dem Druck der politischen Ereignisse eine andere Wendung. Am 1. April 1933, dem Tag des Judenboykotts, wurde Schwarz zum Rektor der TH Darmstadt August Thum zitiert, wo ihm dieser eröffnete: „Herr Doktor, ich muß Sie leider fristlos entlassen, da Sie bei mir als bewußter Jude denunziert worden sind. Ich gebe Ihnen eine Frist von vier Wochen, damit Sie Ihre Angelegenheiten ordnen können.“

## Ankunft in Palästina
Schwarz setzte sich mit der Familie Aaronsohn in Verbindung und reiste zusammen mit seiner Frau Ende April über Triest und Haifa nach Jerusalem. Er nahm die Arbeit an der Aaronsohn-Veröffentlichung auf und hatte gleichzeitig die Gelegenheit, erstmals an einer Wüstenerkundung teilzunehmen. „Schon in Europa hatte mich die Lektüre von Stockers Buch für die Wüste begeistert. Doch erst, als ich mit der Wüste Juda in der Wirklichkeit zusammentraf, war es um mich geschehen. Die Wüste schlug mich für immer in ihren Bann, und nicht nur als mein zukünftiges Arbeitsgebiet. […] Die Bezauberung, die die Wüste vom ersten Anblick an in mir auslöste, schwand nie und wurde nur immer stärker.“ Und die nächste Möglichkeit, sich der Verzauberung durch die Wüste hinzugeben, folgte rasch. Im August 1933 lud ihn Alexander Eig (1894–1938), Abteilungsleiter an dem von dem Agrarbotaniker Otto Warburg gegründeten Institut zur Erforschung der Natur des Landes Israel an der Hebräischen Universität Jerusalem, zu einer ausgedehnten Kurdistan-Expedition ein. Diese Expedition war für Schwarz nicht nur als Botaniker interessant, sondern gewährte ihm auch tiefe Einblicke in die kurdischen Traditionen und in das Leben kurdischer Juden.
Nach dem Ende der Expedition wurde Walter Schwarz 1934 – neben seiner fortdauernden Arbeit an den Aaronsohn-Veröffentlichungen – „externer Lehrer“ am Botanischen Institut und übernahm das Arbeitsgebiet seines ausgeschiedenen Freundes Heinz Oppenheimer. Schwerpunkt seiner Arbeit wurde die Ökologie der Wüstenpflanzen „unter Berücksichtigung des Einflusses des Bodens und des Standortes auf ihre Verbreitung und anatomische Struktur“. Voll auf seine wissenschaftliche Arbeit konzentrieren konnte er sich allerdings nicht. Da er zudem nach Palästina eingereisete Verwandte unterstützen musste, arbeitete er zusätzlich als Lehrer an einer Schule. Bei dieser Schule handelte es sich um das Lehrersemina Beth Hakerem in einer Jerusalemer Vorstadt, das damals von dem späteren israelischen Erziehungsminister Ben-Zion Dinur geleitet wurde.
Ein weiteres Hindernis für eine uneingeschränkte wissenschaftliche Arbeit ergab sich aus Walter Schwarz’ Mitgliedschaft in der Hagana, in die er bereits im Herbst 1933 eingetreten war, um bei der Verteidigung der jüdischen Viertel von Jerusalem zu helfen. Dieser Schritt war mit vielen nächtlichen Patrouillen und Wachtdiensten verbunden. 1935 erwarb er die palästinensische Staatsangehörigkeit und beschloss, seinen deutschen Namen zu ändern. Für diesen Schritt führt er explizit seine Vertreibung von der TH Darmstadt an und beschreibt seine Namensänderung wie folgt:

„Als ich 1935 die palästinensische Staatsangehörigkeit erwarb, wollte ich einen hebräischen Namen haben. Als Vornamen wählte ich Michael, den Namen einer der Erzengel, der übersetzt bedeutet: ›Wer ist wie Gott?‹ Der verantwortliche Beamte fragte mich, was denn mein Familienname sei. Schwarz ins Hebräische übersetzt heißt ›Schachor‹, sagte er, das klinge doch nicht schön. Was sei denn der Mädchenname meiner Mutter? Als ich ›Löwenstein‹, sagte, rief er aus: »Das heißt ja auf Hebräisch ›Evenari‹, das ist ja viel schöner«. Ich stimmte zu, […] und so wurde ich Michael Evenari.“

Sein Freund Heinz Oppenheimer hat diesen Schritt später folgendermaßen beschrieben: Damit „hörte der deutsche Patriot Walter Schwarz auf zu bestehen und wurde durch den kämpfenden Juden Michael Evenari ersetzt, der ein neues Leben in Palästina begann.“
Evenari war sich wohl bewusst, dass der Namenswechsel für ihn auch im Hinblick auf seine wissenschaftliche Reputation ein folgenreicher Schritt war. Er hatte zu diesem Zeitpunkt bereits 17 wissenschaftliche Arbeiten unter dem Namen Walter Schwarz veröffentlicht und befürchtete nun von seiner früheren wissenschaftlichen Biographie abgeschnitten zu sein, weil ja niemand ahnen konnte, dass Evenari und Schwarz dieselbe Person seien.
Evenari hatte sich inzwischen von seiner ersten Frau getrennt und war mit der Sozialarbeiterin Esther Gabriel (* 2. November 1916 in Berlin – † 4. April 1981 in Kairo) liiert. Aus dieser Beziehung ging der um 1937 geborene Sohn Eli[ahu]  hervor, der seinerseits später mit der Aktion Sühnezeichen-Aktivistin Christel Eckern verheiratet war, die nach ihrem Übertritt zum jüdischen Glauben den Vornamen Michal angenommen hatte. Eli und Michal Evenari blieben nicht in Israel wohnen, sondern übersiedelten mit ihren beiden Kindern nach Bayern.

## Zwischen Zweitem Weltkrieg und Israels Unabhängigkeit
Als sich die deutschen Truppen unter Rommel Palästina näherten, meldete sich Evenari zusammen mit anderen Hagana-Kameraden zur britischen Armee und wurde ohne weitere Ausbildung einer Flugabwehreinheit zugeteilt. Erich Jehoshua Marx berichtete in mehreren Briefen von seinen Begegnungen mit Evenari während ihrer gemeinsamen Zeit in der Britischen Armee während des Zweiten Weltkriegs und in der Jüdischen Brigade, mit der auch Evenari bis nach Flandern kam, wo er im Herbst 1945 demobilisiert wurde.
Nach seiner Rückkehr nach Palästina setzte Michael Evenari seine Arbeit an der Jerusalemer Universität fort, war aber auch weiterhin für die Hagana aktiv. 1946 wurde er gebeten, vom kommenden Januar an zusammen mit dem aus Österreich stammenden Zoologen Georg Haas in den USA die Laboratorien US-amerikanischer Universitäten zu studieren, um daraus Erkenntnisse zu gewinnen für den Bau eines neuen Biologie-Gebäudes für die Jerusalemer Universität. Zugleich ging es auch darum, durch Vorträge Spenden für den Ausbau der Universität zu akquirieren. Nach Lange „war der Gewinn dieser Reise groß und vielfältig – in finanzieller Hinsicht für die Universität, in fachlicher Hinsicht für den Botaniker – aber auch für Evenaris persönliches Leben: er lernte in New York seine spätere Frau Liselotte kennen.“ Dieser entscheidenden privaten Begegnung stand aber auch eine nicht minder wichtige berufliche Begegnung zur Seite. Evenari hielt einen Vortrag am California Institute of Technology („Caltech“), wo er die Einladung erhielt, für ein Jahr ans Institut zu kommen. Die Caltech stellte dafür ein Stipendium zur Verfügung.
1949 arbeitete Evenari dort mit Frits Warmolt Went und James Bonner zusammen; rückblickend gehörten für ihn die Monate dort zur „schönsten und fruchtbarsten Zeit meiner wissenschaftlichen Laufbahn“. Er hatte genügend Zeit, sich auch in vielen Disziplinen außerhalb der Botanik weiterzubilden, nutzte aber weiterhin viele Möglichkeiten, um für Unterstützung der Hebräischen Universität Jerusalem zu werben. Zum Ende des Aufenthalts, wurde ihm angeboten wurde, am Caltech zu bleiben, was er ablehnte.

„Abgesehen davon, daß das Gehalt eines Wissenschaftlers am Cal. Tech. um ein Vielfaches größer war als in Israel, war es schwer, ein solches Angebot abzulehnen, vor allem deshalb, weil ich wußte, daß ich im neuen, armen Staat Israel mangels einer notwendigen, teuren Apparatur meine vielversprechenden, im Cal. Tech. angefangene Arbeit nicht fortsetzen könne. Meine Ergebnisse über den Einfluß des roten, infraroten und blauen Lichts auf die Keiınung von Salatsamen ließen mich ahnen, daß ich einer wichtigen, bis dahin unbekannten Tatsache, die heute Allgeıneingut der Naturwissenschaften ist, auf der Spur war. Weil ich die Arbeit abbrechen mußte, bat ich Kollegen eines anderen hervorragenden Instituts der USA, die in derselben Richtung arbeiteten, meine Arbeit fortzusetzen, was sie auch mit großem Erfolg taten. Ich habe meinen damaligen Entschluß, nach Israel zurückzukehren, trotzdem niemals bereut.“

## Tätigkeit als Wissenschaftsmanager
Evenaris Rückkehr nach Israel erfolgte in einer Zeit, in der das Land militärisch und wirtschaftlich unter großen Druck stand. Das notwendigerweise praktizierte Notstandsregime (gemildert durch die hebräische Bezeichnung Zena, die Bescheidenheit bedeutet) betraf nicht nur den privaten Alltag, sondern erlaubte auch nur eine stark eingeschränkte Fortsetzung der wissenschaftlichen Arbeit. Vor allem Hilfsmittel für das Labor fehlten oder waren nur schwer zu beschaffen, und so stand zunächst die Lehre stärker im Vordergrund als die Forschung. Außerdem war mittlerweile ein Arbeiten auf dem Skopusberg nicht mehr möglich, da die dortigen Einrichtungen der Hebräischen Universität zwar eine israelische Enklave im palästinensischen Umland von Jerusalem bildeten, aber kaum noch nutzbar waren. Der Universitätsbetrieb fand mittlerweile in Notunterkünften im israelischen Teil von Jerusalem statt, die Ausrüstung aber war auf dem Skopusberg verblieben.
Evenari wurde 1950 zum Professor für Pflanzenphysiologie und Ökologie an der botanischen Abteilung der Hebräischen Universität ernannt. Als Evenari 1952 zum Dekan der Naturwissenschaftlichen Fakultät gewählt wurde, sah er darin eine starke Verpflichtung, die technische Ausstattung für die experimentelle Forschung zu verbessern. 1953 wurde er zusätzlich zum Vizepräsident der Universität gewählt und war in dieser Funktion von Anfang an eingebunden in den Aufbau eines neuen Campus im Jerusalemer Stadtteil Givat Ram. Was dazu fehlte, waren die notwendigen Geldmittel, und so fiel erneut die Wahl auf Evenari als Fundraiser. Anfang Juni 1954 brachen er und seine Frau zu einer achtmonatigen Sammelreise durch Europa und Nordamerika auf.
Die Reise, die über Großbritannien nach Nordamerika führte und dann wieder zurück nach Europa, bot in ihrem letzten Teil auch die Gelegenheit, alte Freundschaften wieder aufleben zu lassen. Er nahm am 8. Internationalen Botanikerkongress an der Sorbonne teil und traf dort erstmals wieder mit seinem Lehrer Ernst Pringsheim und seinem früheren Chef Bruno Huber zusammen. Und vor der Rückkehr nach Israel besuchten Michael und Liesel Evenari Orte in Deutschland, die für die Jahre vor ihrer Emigration von Bedeutung gewesen waren. Auch hierbei nutzte Evenari die Gelegenheit, alte Freunde wieder zu treffen.
Fundraising blieb Evenari auch in den Folgejahren nicht erspart. Bis zum Ende seiner Amtszeit als Vizepräsident der Universität 1959 war er jedes Jahr einmal zum Geldeinsammeln unterwegs, wenngleich diese Reisen kürzer ausfielen als die im Jahre 1954/55. Er verlor darüber aber nicht seine wissenschaftliche Arbeit aus den Augen. „Trotz meiner administrativen Tätigkeit und meiner Sammelreisen für die Universität war es mir während meiner Zeit als Vizepräsident möglich, meine wissenschaftlichen Arbeiten fortzusetzen. Gerade in dieser Zeit entwickelte sich die Abteilung für Pflanzenphysiologie zu einem ihrer Höhepunkte. Der Mittelpunkt unserer Interessen war die Keimungsphysiologie der Samen.“

## Wüstenökologie

### Die Entdeckung der Sturzwasserbewirtschaftung
1954, kurz vor der Abreise zu der längeren Fundraising-Tour durch Europa und Nordamerika, wurde Michael Evenari von seinem damaligen Assistenten Dov Koller (1925–2007) erstmals mit den Überresten der Wüstenlandwirtschaft in der Negev bekannt gemacht. Die Überreste diese längst vergessenen Landwirtschaft befanden sich im Wadi Ramliyeh nahe der Ruinenstadt Avdat, und aus dieser ersten Begegnung mit Avdat heraus entwickelte sich „das wohl eindruckvollste Lebenswerk von Michael Evenari, das ihn weit über den Kreis der biologischen Wissenschaften hinaus berühmt gemacht hat“: die Rekonstruktion und der Ausbau von Sturzwasserfarmen in der Wüste Negev.
Ähnlich wie Evenaris Hinwendung zur Botanik wurde auch seine Beschäftigung mit der Wüstenlandwirtschaft nach dem ersten Besuch von Avdat angeblich von einem Buchgeschenk seines Schwagers Gerson Stern geprägt. Dieser hatte 1917 bei einer Auktion das 1876 in Deutschland erschienene Buch von Edward Henry Palmer, Der Schauplatz der vierzigjährigen Wüstenwanderung Israels. Fußreisen in der Sinai-Halbinsel und einigen angrenzenden Gebieten erworben und es Evenari kurz vor dessen Emigration aus Deutschland im April 1933 geschenkt. 1954 entdeckte Evenari dieses Buches wieder, das für ihn eines der wichtigsten Bücher über die antike Wüstenlandwirtschaft war.
Ein Name taucht in Evenaris Autobiographie nicht auf (und auch nicht in den Erinnerungen von Liesel Evenari): Daniel Hillel (* 1930) – wohl aber in frühen Veröffentlichungen über seine Negev-Forschung. Hillel gab 2015 in seiner Autobiographie eine Darstellung von Evenaris erster Begegnung mit der Wüstenlandwirtschaft, die für den weniger schmeichelhaft ist:

„Auf Wunsch meines Kollegen Dr. Dov Koller lud ich Professor Michael Evenari (damals Vizepräsident der Hebräischen Universität) zu seinem ersten Besuch in das Negev-Hochland ein. Ich fuhr ihn mit seiner Frau (und, auf ihr Flehen hin, auch mit ihren Hunden) in einem geliehenen Jeep, um ihnen unsere Arbeit im Negev-Hochlands zu zeigen. Ich habe ihn Ben Gurion vorgestellt und erzählte ihm von unseren Plänen, das alte Abflusssammel- und Nutzungssystem der Nabatäer außerhalb ihrer Stadt Avdat (etwa 12 Kilometer südlich unserer Siedlung Sdeh Boqer) wieder herzustellen. Er war sofort begeistert und konnte - einige Wochen später - einen wohlhabenden kanadischen Spender überzeugen, Mittel für die Umsetzung unseres Plans zur Verfügung zu stellen. Was mir damals nicht bewusst war, war seine Absicht, das von uns konzipierte Projekt zu übernehmen und den größten Teil der Anerkennung für sich zu beanspruchen. Einige Monate später, nachdem ich geholfen hatte, das System zu entwerfen und persönlich eine Reihe von Abflussparzellen zur Messung der Wasserausbeute, die mit verschiedenen Oberflächenbehandlungen erzielt werden kann, implementiert hatte, fand ich mich plötzlich von dem Projekt ausgeschlossen, wofür Evenari persönlich verantwortlich war.“

Hillel erwähnt viele Details, die ihn als einen intimen Kenner der Vorgänge ausweisen, und seine wissenschaftliche Leistung in der Hydrologie ist gesellschaftlich anerkannt. Aber es ist schwer zu beurteilen, ob sich die Vorgänge so abgespielt haben, wie er sie schildert und ob er nach einer Veröffentlichung von Naphtali Tadmor 1957 Opfer einer „(widerrechtlichen) Aneignung von Ideen und Daten“ geworden war. Fakt ist, dass Evenari für die Nachwelt zum bahnbrechenden Entdecker der Sturzwasserbewässerung avancierte; Hillel, der noch 1962 mit Tadmor publizierte, gehörte nach anderen Darstellungen zunächst zum Forschungsteam von Evenari auf den Versuchsfarmen.

### Rekonstruktion der historischen Anbauformen
Die ersten Jahre bestanden darin, die Systematik der uralten Bewässerungstechnik zu ergründen, was als Nebeneffekt auch zu neuen archäologischen Erkenntnisse über frühe in der Negev ansässige Kulturen führte, vor allem über die Kultur der Nabatäer, die Mitte des 7. Jahrhunderts unserer Zeitrechnung der Araberisierung zum Opfer fiel. Doch Evenari und seine Mitarbeiter – vor allem der aus Mannheim stammende Naftali Tadmor (1924–1973), genannt „Kofisch“ (auch „Kopish“), und Leslie Shanan, später ein beratender Ingenieur für Wasser- und landwirtschaftliche Entwicklungsprojekte und seit 1982 außerordentlicher Professor für Hydrologie in der Abteilung für Geographie an der Hebräischen Universität von Jerusalem Berater für zahlreiche Missionen der Weltbank und anderer internationaler Organisationen – wollten mehr. Ihnen ging es darum, ihre theoretischen Erkenntnisse über die alten Bewässerungstechniken zum Leben zu erwecken. Der letzte Anstoß hierzu erfolgte angeblich durch Liesel Evenari am 26. August 1956, die einer der Diskussionen im Forschungsteam vorschlug, eine alte Farm zu rekonstruieren.
Folge dieser Intervention von Liesel Evenari war die Rekonstruktion einer Farm in Schivta. Die Wiederherstellung der Landwirtschaft und des Bewässerungssystems gelang, doch wollten die Evenaris dort auch wohnen, „um die für die Wüsten typischen zeitlich und räumlich so begrenzten Regenfälle und Fluten“ direkt vor Ort beobachten zu können. Ein dafür geeignetes und restaurierbares Farmhaus stand zur Verfügung, dessen Nutzung aber wurde aus militärischen Gründen verweigert, da sich die Armee nicht in der Lage sah, für ihre Sicherheit zu garantieren.
Da sich bei den Ausgrabungen in Avdat ähnlich gute Hinweise auf die alte Bewässerungskultur wie in Shivta ergeben hatten, entschlossen sich die Evenaris 1959 dazu, in Avdat eine weitere Farm zu rekonstruieren und dort auch ein Wohnhaus für sich zu errichten. Militärische Bedenken standen dort nicht entgegen. Für Michael Evenari war das Vorhaben so bedeutsam, dass er 1959 sein Amt als Vizepräsident der Jerusalemer Universität aufgab, um sich verstärkt den Aufbauarbeiten in Avdat widmen zu können. Die Arbeiten entwickelten sich schnell über die ursprüngliche Absicht der experimentellen Rekonstruktion des Bewässerungssystems hinaus. Meteorologische und hydrologische Messstationen wurden aufgebaut und schließlich auch der Plan gefasst, Landwirtschaft zu betreiben. „Wir beschlossen, die Farmen landwirtschaftlich zu nutzen, um herauszufinden, welche Kulturpflanzen unter Sturzwasserbedingungen in der Wüste wachsen und befriedigende Ernten hervorbringen können. So wurde Wüstenlandwirtschaft eines unserer wesentlichsten Ziele, in der Absicht, zu sehen, ob die alten Methoden auch heute noch von praktischer Bedeutung sein könnten.“ Zugleich widmete sich Evenari noch den wildwachsenden Wüstenpflanzen und entwickelte Avdat zu einer ökologischen Wüstenforschungsstation.
Die Anbauversuche waren erfolgreich. Evenari und seine Mitarbeiter bauten zunächst Gerste an und pflanzten dann „Aprikosen, Äpfel, Pistazien, Oliven, Wein, Kirschen, Mandeln. Besonders ertragreiche Ernten erzielten sie mit Aprikosen und Pfirsichen. Die Früchte waren süßer und saftiger als jene, die man mit der herkömmlichen Bewässerungsmethode im Norden erzielte. Sie fanden außerdem heraus, dass Pistazien an Wüstenbedingungen vortrefflich angepasst waren. Sie kamen zu dem Schluss, dass die Technik der Sturzwasser-Landwirtschaft gut geeignet wäre, den Hunger in Wüstengebieten der Entwicklungsländer zu bekämpfen.“  Aufgrund dieses Erfolgs auf den beiden Farmen in Shivat und Avdat wurde ab 1970 der Aufbau einer weiteren Farm im Wadi Mashash, etwa 20 km südlich von Beer Sheva, in Angriff genommen. Diese entstand in Zusammenarbeit mit deutschen und schweizerischen kirchlichen Hilfswerken, vor allem aber mit Unterstützung von deutschen Freiwilligen der Aktion Sühnezeichen. Das Interesse der Aktion Sühnezeichen ergab sich unter anderem daraus, dass diese dritte Farm zu einer Lehrfarm werden sollte, die es ermöglichen würde, Menschen aus anderen wasserarmen Gegenden, so etwa in der Sahelzone, mit den Methoden der Sturzwasserbewässerung vertraut zu machen. Diesen angestrebten Transfer beurteilt der SPIEGEL-Artikel aus dem Jahre 2009 jedoch sehr kritisch: „Leider ist die Sturzwasserlandwirtschaft trotz ihrer ökonomischen und ökologischen Effizienz in Trockengebieten kaum verbreitet. Während die israelische Landwirtschaft ohne die Sturzwasserlandwirtschaft nicht denkbar ist, konnte sie nur regional begrenzt auf einige wenige Entwicklungsländer übertragen werden.“ Diese Skepsis über die außerisraelische Nutzung der Sturzwasserbewässerung klang auch 2012 aus den Worten von Prof. Pedro Berliner, Direktor des Jacob Blaustein Institute for Desert Research an der Ben-Gurion-Universität des Negev: „Es ist schwierig zu beurteilen, wo das heute verwendet wird, weil es eine Technik ist, die von jedem Landwirt genutzt werden kann. […] Es ist eine der Techniken zur Bekämpfung von Trockengebieten in Entwicklungsländern. Sie müssen keine Pipeline für das Wasser bauen.“

### Weitere Forschungsbeiträge
Daneben arbeitete er weiterhin zur Keimungsphysiologie und beschäftigte sich auch mit deren historischer Entwicklung. Ausgehend von der Keimung und Verbreitung der Wüstenpflanzen untersuchte er aber auch deren Überlebensstrategien. Zudem lieferte er, auch in internationaler Zusammenarbeit, Beiträge zu den funktionellen Anpassungen der Pflanzen- und Tierarten im Wüstenökosystem.

### Verstetigung und Würdigung der Arbeit
Im Jahre 1973 kam es zu Differenzen um die Finanzierung von Evenaris Forschungsarbeiten, da die Jerusalemer Universität nicht länger bereit war, ausreichende Mittel zur Verfügung zu stellen. Zu der Zeit existierte in Sede Boker ein College, das nach dem Willen des dort ansässigen David Ben-Gurion eigentlich eine bedeutende Forschungseinrichtung zur Erforschung der Negev hätte werden sollen. Dazu kam es erst 1973, als die israelische Regierung der Gründung eines solchen Instituts in Sede Boker zustimmte, allerdings unter der Voraussetzung, dass es Teil der Ben-Gurion-Universität im Negev in Beʾer Scheva würde. Mit dem ersten Leiter dieses neuen Instituts, Amos Richmond, begann Evenari über die Zukunft seiner Farmen zu verhandeln. Da die Farmen offiziell noch Teil der Hebräischen Universität in Jerusalem waren, wurde zwischen der und der Ben-Gurion-Universität ein Vertrag ausgehandelt, der die wechselseitigen Rechte und Verpflichtungen regelte und die finanzielle Zukunft der Farmen sicherte. Auf diese Weise wurden die Farmen Teil des heutigen Jacob Blaustein Institute for Desert Research und fanden ihre Anerkennung in der Begründung des ihm (gemeinsam mit Otto Ludwig Lange) verliehenen Balzan-Preises:

„Evenaris Modellfarmen sind eine wichtige praktische Anwendung historischer und wissenschaftlicher Forschung. Es wäre unangebracht, sie mit der hochtechnologischen Landwirtschaft in den Industrieländern zu vergleichen, aber Evenaris Modellfarmen geben den Ländern in ariden Klimazonen, die von Hungersnöten bedroht sind, Impulse und Chancen.“

## Ethik und Religion
Seine breite Allgemeinbildung, die er seinem Studium an der Frankfurter Universität in den frühen 1920er Jahren zugutehielt, machte ihn im Alter zu einem Kritiker einer aus seiner Sicht fachbornierten Ausbildung, die es nicht mehr schaffe, „ein Bild der Welt in ihrer Ganzheit zu vermitteln“ und an die „Verpflichtungen der Gesellschaft gegenüber“ zu erinnern. Sich selber attestiert er, einer aussterbenden Gruppe von Botanikern anzugehören, „die trotz Spezialisierung auf bestimmte Gebiete der Botanik noch eine Kenntnis des breiten Spektrums dieser Wissenschaft haben. Ich halte das für so wichtig, Weil die Pflanze nur als Ganzheit verstanden werden kann; denn das Ganze ist mehr als die Summe seiner Teile, und deshalb können wir die Pflanze nur erfassen, wenn wir alle ihre Strukturen und Funktionen in ihren gegenseitigen Beziehungen, in ihrer Totalität betrachten.“ Er bekennt sich bei einiger Kritik zur Darwinschen Evolutionstheorie, wendet sich aber gegen alle Versuche, diese in manipulierender Weise „auf die menschliche Gesellschaft, für die sie gar nicht gemeint war“, anzuwenden. Dadurch erst sei die in der Evolutionstheorie eingebettete ›natürliche Selektion‹ zu einem für Machthaber aktiv beherrschbaren Prozess geworden, „obwohl sie in der naturwissenschaftlichen Evolutionstheorie ein passiver Vorgang ist“. Dieser Missbrauch „kann nur eine rigorose Anwendung des uns gegebenen Ethos verhüten“.
Evenari lässt keinen Zweifel daran aufkommen, dass für ihn die Religion die Richtschnur ethischen Handelns ist. Und Religion ist für ihn immer die jüdische: er sei als Jude geboren, lebe als Jude und werde als Jude sterben, schrieb er noch 1987. Er reklamiert für sich ebenso und uneingeschränkt den jüdischen Gottesbegriff und glaubt, dass die Juden die Zehn Gebote, „die die Grundlage des ethischen Verhaltens der Menschen sein sollten, besser als andere Völker gehalten haben; ich kann nur sagen, daß wir es sind, die sie durch die Welt getragen haben“. Gottesleugnung ist für ihn nicht denkbar, und dieser Gott ist die „eine uns unverständliche Kraft, die wir hinter den Dingen der Welt erfühlen, die jedem einzelnen die potentielle Kraft gibt, das ethisch Richtige zu tun, auch wenn wir leider diese Kraft, die uns zufließt, meistens nicht wirken lassen“. Für Evenari ergibt sich daraus kein Widerspruch zur Wissenschaft oder zu seiner Person als Wissenschaftler, „denn Wissenschaft und Glaube liegen auf zwei völlig verschiedenen Ebenen“.

## Auszeichnungen, Mitgliedschaften und Gedenken
- 1966: Mitglied der Leopoldina
- 1976 Feier zum fünfzigjährigen Jubiläum seiner Promotion an der Johann Wolfgang Goethe-Universität Frankfurt am Main. 1987 wird er hier auch zum Ehrenbürger ernannt.[24]
- 1977: Ehrendoktorwürde der Technischen Hochschule Darmstadt. Damit wurde auch sein Engagement den „Brückenschlag zwischen Darmstadt und der Ben Gurion University Sde Boqer“ gewürdigt.[69]
- 1979: Bublick Prize der Hebräischen Universität Jerusalem.[70]
- 1986 erhielt Michael Evenari für sein Lebenswerk den Israel-Preis, die höchste Auszeichnung des Staates Israel.
- 1988: mit Otto Ludwig Lange Preisträger der Internationalen Balzan-Stiftung für ihren Beitrag zur Produktivität und Ökologie der Pflanzen, insbesondere in ariden Zonen.
- 1999 wurde im Darmstädter Europaviertel eine Straße nach Evenari benannt.
- 2001 konstituierte sich an der TU Darmstadt (TUD) „das Evenarí-Forum für Deutsch-Jüdische-Studien: Technik-, Natur-, Geschichts- und Kulturwissenschaften, als akademische, fachübergreifende Initiative von Angehörigen der TUD. […] 2002 fusionierte das Evenari-Forum mit der Arbeitsgemeinschaft zur Geschichte und Kultur der Juden an der TUD, und bündelt damit die jüdisch-israelisch ausgerichteten Aktivitäten der Universität.“.[69]
- 2010: Stolperstein auf dem Gelände der TU Darmstadt[71]
- Ehrenmitglied der Deutschen Botanischen Gesellschaft.[72]
- Das ›French Associates Institute for Agriculture and Biotechnology of Dryland‹ am ›The Jacob Blaustein Institutes for Desert Researchs‹ der ›Ben-Gurion University of the Negev‹ veranstaltet jährlich auf dem Sede-Boker-Campus ein Evenari-Symposion („Even-Ari Memorial Conference“). 2015 fand das 26. Symposion statt.

## Schriften
Evenari hat 190 wissenschaftliche Arbeiten publiziert.
- Das Problem der mitogenetischen Strahlen. Biologisches Zentralblatt 48(1928): 302–308
- Die Strukturänderungen sproßloser Blattstecklinge und ihre Ursachen (Habilitationsschrift, Darmstadt, 1933)[14]
- M. Evenari, R. Richter: Physiological-ecological investigations in the wilderness of Judaea. Botanical Journal of the Linnean Society 51(339): 333–381 (1937)
- Germination inhibitors. The Botanical Review, 15(3): 153–194 (1949)
- M. Evenari, D.J. Carr: Chemical influences of other plants (allelopathy). In: Aussenfaktoren in Wachstum und Entwicklung. Springer, Berlin, Heidelberg 1961, 691–794
- Physiology of seed dormancy, after-ripening and germination. In: Proceedings of the International Seed Testing Association 1965 (Vol. 30, No. 1, pp. 49–71).
- mit Leslie Shanan und Naphtali Tadmor: The Negev. The Challenge of a Desert. Harvard University Press, Cambridge (Mass.) 1971; 2. Auflage 1982, ISBN 0-674-60672-8
- O.L. Lange, M. Evenari: Experimentell-ökologische Untersuchungen an Flechten der Negev-Wüste: IV. Wachstumsmessungen an Caloplaca aurantia (Pers.) Hellb. Flora 160(1), 100–104 (1971)
- Ökologisch-landwirtschaftliche Forschungen im Negev. Analyse eines Wüsten-Ökosystems. Technische Hochschule, Darmstadt 1982, ISBN 3-88607-024-7
- Seed physiology: its history from antiquity to the beginning of the 20th century. The Botanical Review, 50(2): 119–142 (1984)
- M. Evenari, I. Noy-Meir, D.W. Goodall: Hot deserts and arid shrublands. Ecosystems of the world, 12 (1985)
- Und die Wüste trage Frucht. Ein Lebensbericht. Bleicher, Gerlingen 1990, ISBN 3-88350-230-8.
  - The Awakening Desert. The Autobiography of an Israeli Scientist;  archive.org (englisch)